# Solar Impulse
Solar Impulse je eksperimentalni zrakoplov napajan sunčevom energijom. 
Ima za cilj ostvariti neprekidni let danju i noću, bez goriva i zagađivanja okoline. Pogon je s električnim motoroma, koji se napajaju s električnom energijom dobivenom iz solarne, tako da može u neprekidnom letu, obleteti svijet. Razvoj Solarnog impulsa, počeo je 2003. godine, zahvaljujući dvojici pilota, Bertrand Piccardu i André Borschbergu. Projekt Solar Impulse počeo s budžetom od 90 milijuna eura. Razvijali su ga švicarski i belgijski inženjeri.

## Vizija
Sagledavaju se višestruki efekti realizacije programa Solarnog impulsa, od rezultata znanstvenih multidisciplinarnih istraživanja, pa do koristi od šireg poticavanja za preduzimanje intenzivnijih napora pri uporabi alternativnih izvora energije i očuvanja prirode. 
Veliki tehnološki izazov je da se detaljnije proučavaju i zaustave klimatske promjene, da se stvori industrijska inovacija i postignu novi športki zrakoplovni rekordi. 
Brzina leta Solar Impulsea u prosjeku je 70 kilometara na sat.